# Kanjiža
Kanjiža (maďarsky: Magyarkanizsa) je město a opština na severu srbské Vojvodiny. V roce 2011 ve městě žilo 9 871 obyvatel a v celé opštině 25 343 obyvatel.

## Poloha
Přestože Kanjiža administrativně spadá do Severobanátského okruhu, tak se tato opština ve skutečnosti nachází spíše v regionu Bačka. Území opštiny hraničí s řekou Tisa a opštinou Novi Kneževac na východě, se Sentou na jihu a se Suboticou na západě. Na severu se nachází hranice s Maďarskem.

## Sídla
Součástí opštiny jsou kromě města Kanjiža i tyto vesnice:
| - Adorjan (maďarsky: Adorján) - Doline (maďarsky: Völgyes) - Horgoš (maďarsky: Horgos) - Male Pijace (maďarsky: Kispiac) - Mali Pesak (maďarsky: Kishomok) - Martonoš (maďarsky: Martonos) | - Novo Selo (maďarsky: Újfalu) - Orom (maďarsky: Orom) - Totovo Selo (maďarsky: Tóthfalu) - Trešnjevac (maďarsky: Oromhegyes) - Velebit (maďarsky: Velebit) - Zimonić (maďarsky: Ilonafalu) |

## Vývoj počtu obyvatel

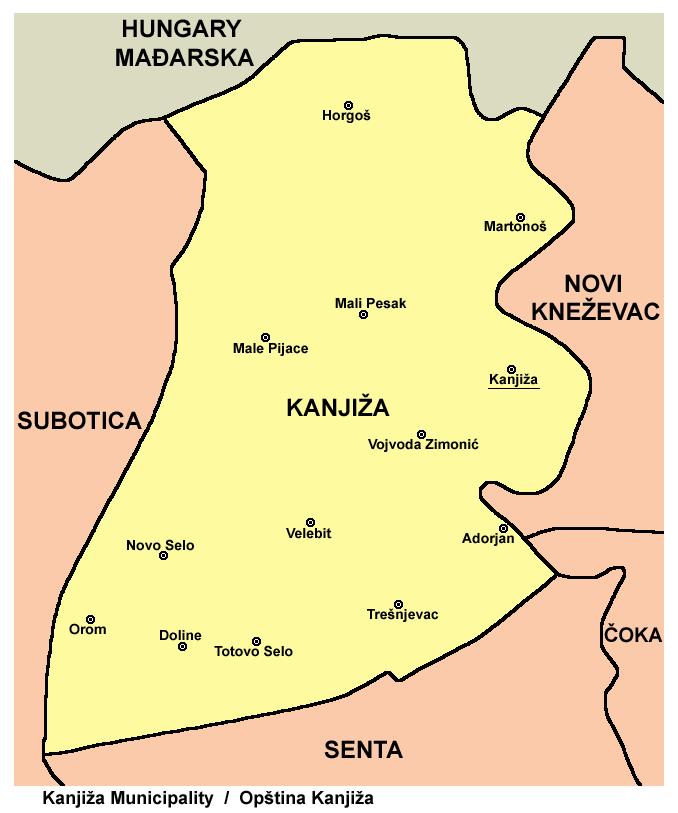
Mapa opštiny
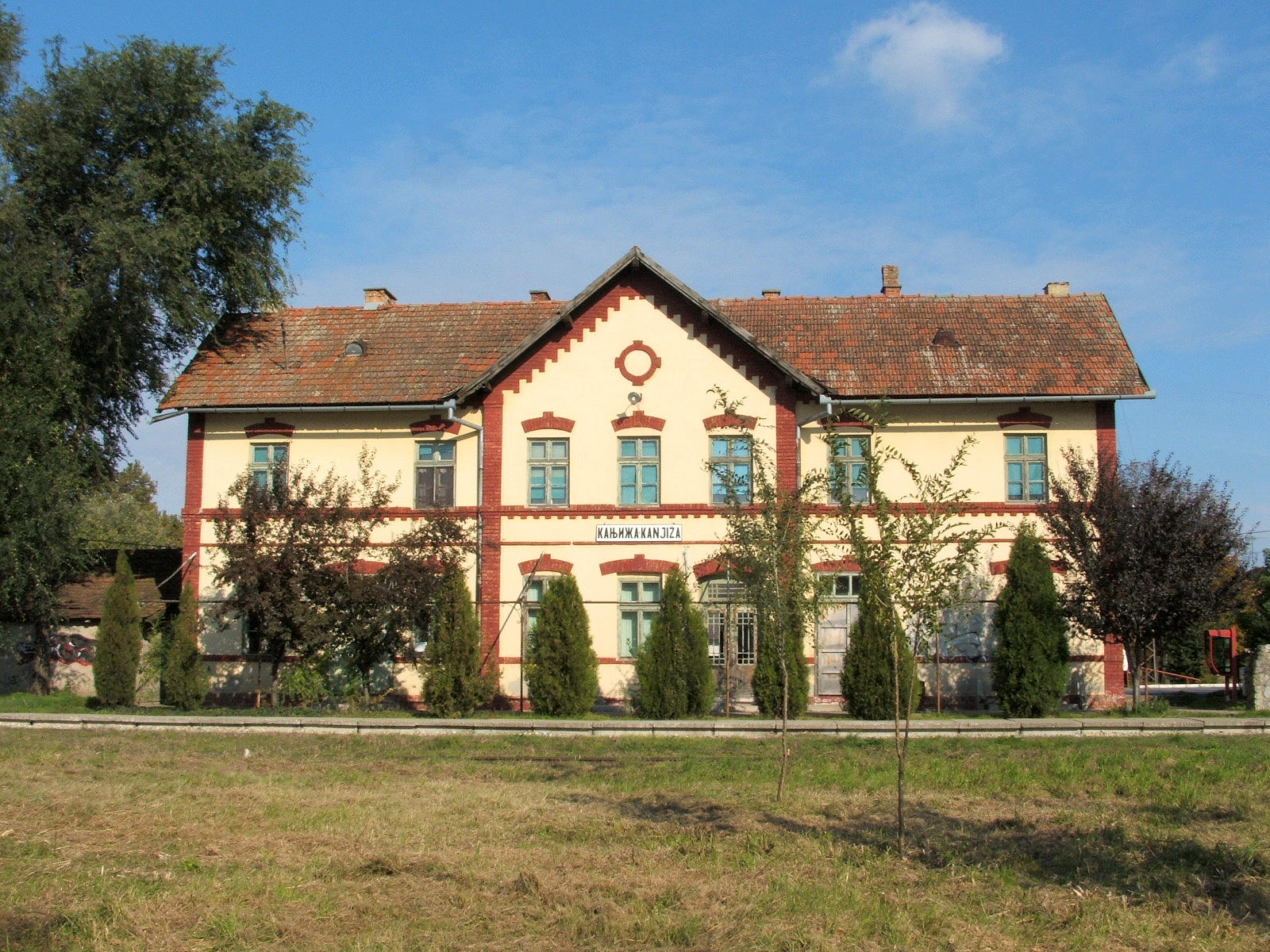
Železniční stanice
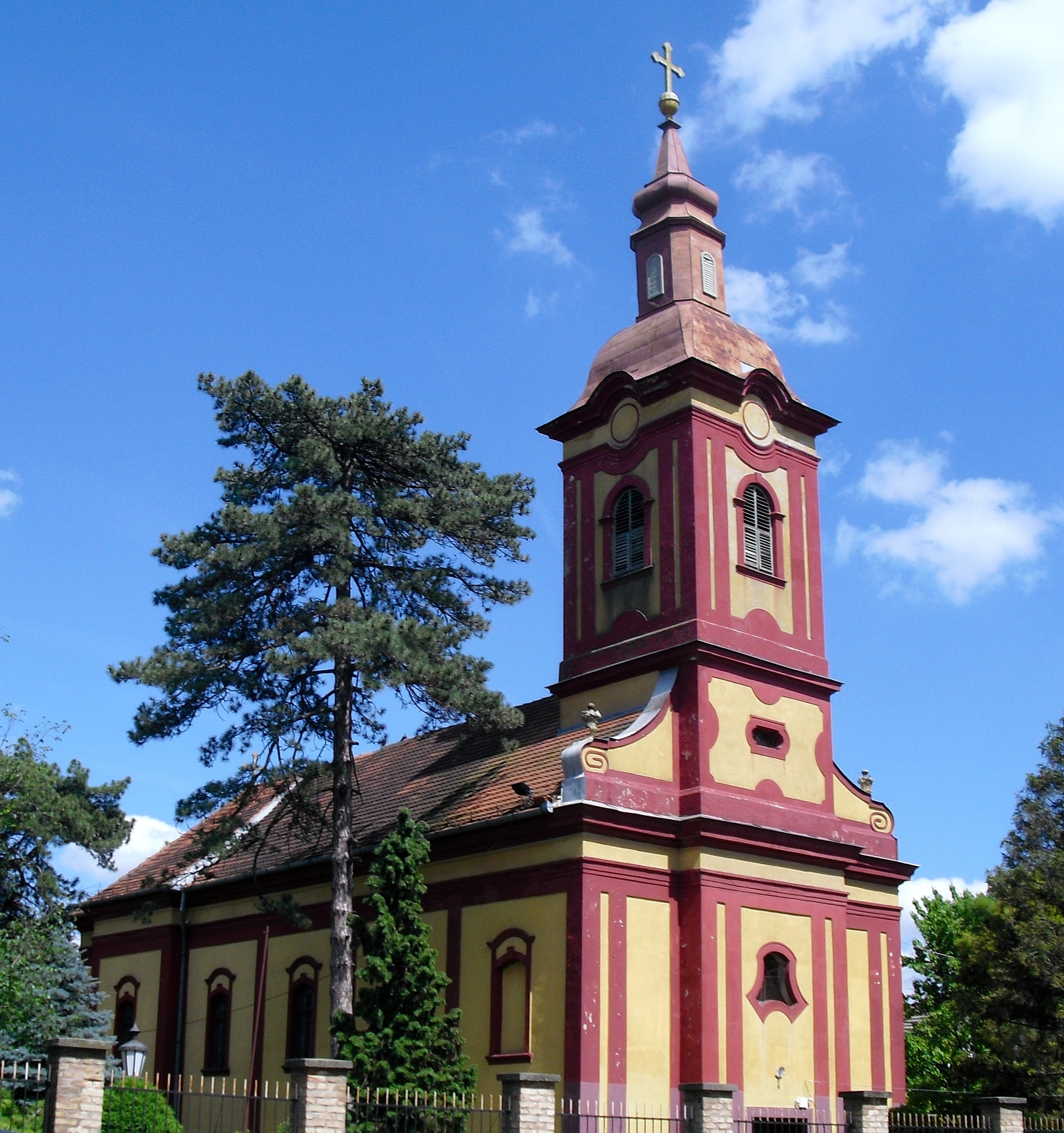
Pravoslavný kostel
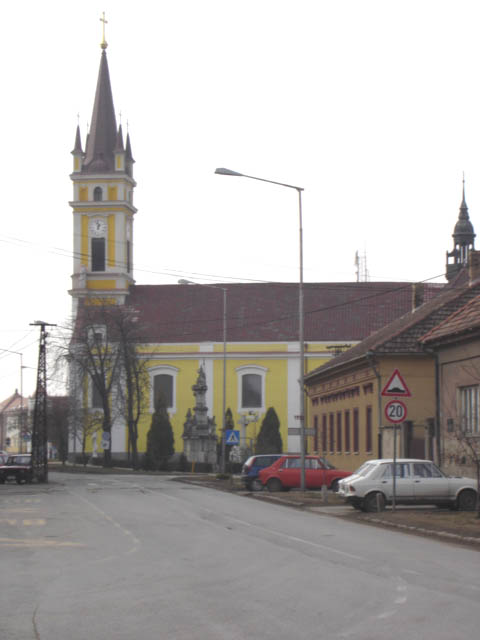
Katolický kostel

## Partnerská města
- Budaörs, Maďarsko
- Ferencváros, Budapešť, Maďarsko
- Kiskunhalas, Maďarsko
- Nagykanizsa, Maďarsko
- Kráľovský Chlmec, Slovensko
- Röszke, Maďarsko
- Sfântu Gheorghe, Rumunsko
- Felsőzsolca, Maďarsko
- Tata, Maďarsko
- Svilajnac, Srbsko